# Hilarempis griseiventris
Hilarempis griseiventris är en tvåvingeart som först beskrevs av Philippi 1865.  Hilarempis griseiventris ingår i släktet Hilarempis och familjen dansflugor. Inga underarter finns listade i Catalogue of Life.